# 구미야마정
구미야마정(일본어: 久御山町)은 일본 교토부 남부에 있는 구세군의 정이다.

## 지리
전체적으로 오구라 연못을 간척한 평지이다. 북부에 우지강, 남부에 기즈강이 흐른다. 우지강은 주로 교토시와의 경계선을 형성하고 기즈강은 조요시, 야와타시와의 경계선을 형성하고 있다.
교토 분지의 동서 중심선상에 있고 분지를 형성하는 북쪽, 동쪽, 서쪽의 산지에서 떨어져 있는 관계로 기후는 온화하다. 교토 시내의 여름은 찌는 듯이 덥지만 구미야마정의 경우 정의 북부를 덮고 있는 광대한 간척논이 일종의 냉각 장치로 작용해 약간 시원하게 느껴진다. 겨울에는 산이 멀기 때문에 인접하는 지역에서 약간 눈이 내려도 구미야마정에서는 내리지 않는 경우가 있다.

## 역사
- 1954년 10월 1일 - 사야마촌과 미마키촌이 합병해 구미야마정이 되었다. 정명은 구세군(久世郡), 미마키촌(御牧村), 사야마촌(佐山村)에서 한 글자씩 따온 것이다.

## 교통

### 철도
- 게이한 전기 철도 본선
  - 역은 없다.

### 도로
- 제2게이한 도로(일본어판)
- 국도 1호선
- 국도 24호선
- 국도 제478호선 (일본)(일본어판)